# Mötley Crüe: Decade of Decadence '81-'91
Decade of Decadence '81-'91 es un video álbum de la banda estadounidense de hard rock Mötley Crüe. Este álbum incluye los videos de la banda desde su inicio hasta la salida del álbum recopilatorio Decade of Decadence. Fue lanzado en marzo de 1992 en formato VHS

## Lista de Videos
1. Live Wire
2. Looks That Kill
3. Too Young to Fall in Love
4. Smokin' in the Boys Room
5. Home Sweet Home
6. Girls, Girls, Girls (Uncensored Version)
7. Wild Side
8. You're All I Need
9. Dr. Feelgood (UK Edit Version)
10. All in the Name of... (Live)
11. Kickstart My Heart
12. Without You
13. Don't Go Away Mad (Just Go Away)
14. Same Ol' Situation (S.O.S.)
15. Primal Scream
16. Anarchy in the U.K.
17. Home Sweet Home '91

## Personal
- Vince Neil - Voz
- Mick Mars - Guitarra
- Nikki Sixx - Bajo
- Tommy Lee - Batería